# Panicum stoloniferum
Panicum stoloniferum là một loài thực vật có hoa trong họ Hòa thảo. Loài này được Poir. mô tả khoa học đầu tiên năm 1816.